# Comuna Didovîci, Novohrad-Volînskîi
Didovîci (în ucraineană Дідовицька сільська рада) este o comună în raionul Novohrad-Volînskîi, regiunea Jîtomîr, Ucraina, formată din satele Borîsivka și Didovîci (reședința).

## Demografie
Componența lingvistică a comunei Didovîci
     Ucraineană (99,71%)
     Alte limbi (0,29%)
Conform recensământului din 2001, majoritatea populației comunei Didovîci era vorbitoare de ucraineană (99,71%), existând în minoritate și vorbitori de alte limbi.